# La Peur qui rôde
La Peur qui rôde (The Lurking Fear) est une nouvelle fantastique d'horreur écrite par Howard Phillips Lovecraft en novembre 1922 et publiée par épisodes, entre janvier et avril 1923, dans le magazine Home Brew.

## Résumé
La nouvelle est racontée par un jeune homme très curieux qui souhaite découvrir « la peur qui rôde » dans le petit village montagneux des Catskills entouré de forêts. Dans les journaux il y est dit que la peur rôde près du village dans une maison abandonnée et hantée. En effet, selon les rares villageois restés et des montagnards la maison des tempêtes abriterait un démon qui s’empare des voyageurs et les emporte ou les laisse déchiquetés et rongés. Pour percer ce secret il s’intéresse de plus près à la famille Martense, qui habitait dans la maison avant qu’elle ne soit hantée.